# MBC歌謠大祭典
《MBC歌謠大祭典》（：／ MBC Gayo Daejejeon）是韩国MBC每年年末的K-Pop最大年度特別音樂節目暨頒獎典禮節目，邀请众多知名的韩国顶级明星齐聚舞台。自1966年首播，1979年起每年的舉行日期皆為12月31日。

## 歷史沿革
1966年12月2日，爲紀念MBC創立六週年，於首爾市民會館舉辦《MBC十大歌手藍白戰》（MBC 10대 가수 청백전），並透過MBC Radio現場直播。當時節目形式為每年評選十名活躍的歌手，並從中選出一位頒發「十大歌王」（10대 가수왕）獎項。1969年開通全國無線電視廣播後，節目自1970年2月2日起透過電台及電視同步直播。
1974年，節目更名爲《MBC十大歌手歌謠祭》（MBC 10대 가수 가요제）。1979年，節目原訂於10月27日播出，但由於發生「10.26事件」，節目延遲至12月31日播出，其後每年的播出日期皆為12月31日。1993年至1998年，節目先後更名為《MBC韓國歌謠祭典》（MBC 한국가요제전）、《MBC韓國歌謠大祭典》（MBC 한국가요대제전）、《MBC歌謠祭典》（MBC 가요제전），直至1999年起重新更名為《MBC十大歌手歌謠祭》。
2005年，節目因部分歌手缺席而更名爲《MBC歌謠大祭典》。自2006年起，節目取消頒獎環節，改為匯演形式。自2015年起，出演歌手不再分為藍、白兩隊對賽。

## 外部連結
- 2010年MBC歌謠大祭典 （页面存档备份，存于）官方網站
- 2011年MBC歌謠大祭典 （页面存档备份，存于）官方網站
- 2012年MBC歌謠大祭典 （页面存档备份，存于）官方網站
- 2013年MBC歌謠大祭典 （页面存档备份，存于）官方網站
- 2014年MBC歌謠大祭典 （页面存档备份，存于）官方網站
- 2015年MBC歌謠大祭典 （页面存档备份，存于）官方網站
- 2016年MBC歌謠大祭典 （页面存档备份，存于）官方網站
- 2017年MBC歌謠大祭典 （页面存档备份，存于）官方網站
- 2018年MBC歌謠大祭典 （页面存档备份，存于）官方網站
- 2019年MBC歌謠大祭典 （页面存档备份，存于）官方網站
- 2020年MBC歌謠大祭典 （页面存档备份，存于）官方網站